# Marco Estrada
Marco Andrés Estrada Quinteros (n. Quillota, 28 de mayo de 1983) es un exfutbolista chileno, que jugó como mediocampista defensivo o lateral izquierdo.

## Trayectoria

### Everton
En el año 2000 debuta oficialmente por Everton. El 2003 logró el ascenso con su club siendo una figura destacada. Ese año logra su primer título como jugador profesional.
A lo largo de los 7 años que estuvo en el club, se fue consolidando como uno de los mejores jugadores del equipo del momento. Tanto fue así que llegó a U. de Chile por su alto rendimiento con Everton.

### Universidad de Chile
En la U. de Chile, Estrada se va convirtiendo poco a poco en una pieza fundamental del equipo azul, siendo un anotador habitual en el campeonato nacional.
Más tarde, en la Copa Libertadores 2009, en el partido de vuelta de la fase de playoffs, marca el gol del triunfo ante Pachuca, terminando por 1-0, logrando de esta forma que su club vuelva a la fase de grupos de la Copa Libertadores tras cuatro años. Ya en la fase de grupos, en un partido ante Club Aurora de Bolivia, ingresa en el segundo tiempo y participa en los siguientes dos goles del equipo, siendo la figura del partido, además de recibir una tarjeta amarilla.
En su estadía en el club laico, jugaría un total de 33 partidos, marcando 7 goles y 6 asistencias, ganando el Apertura 2009.

### Montpellier

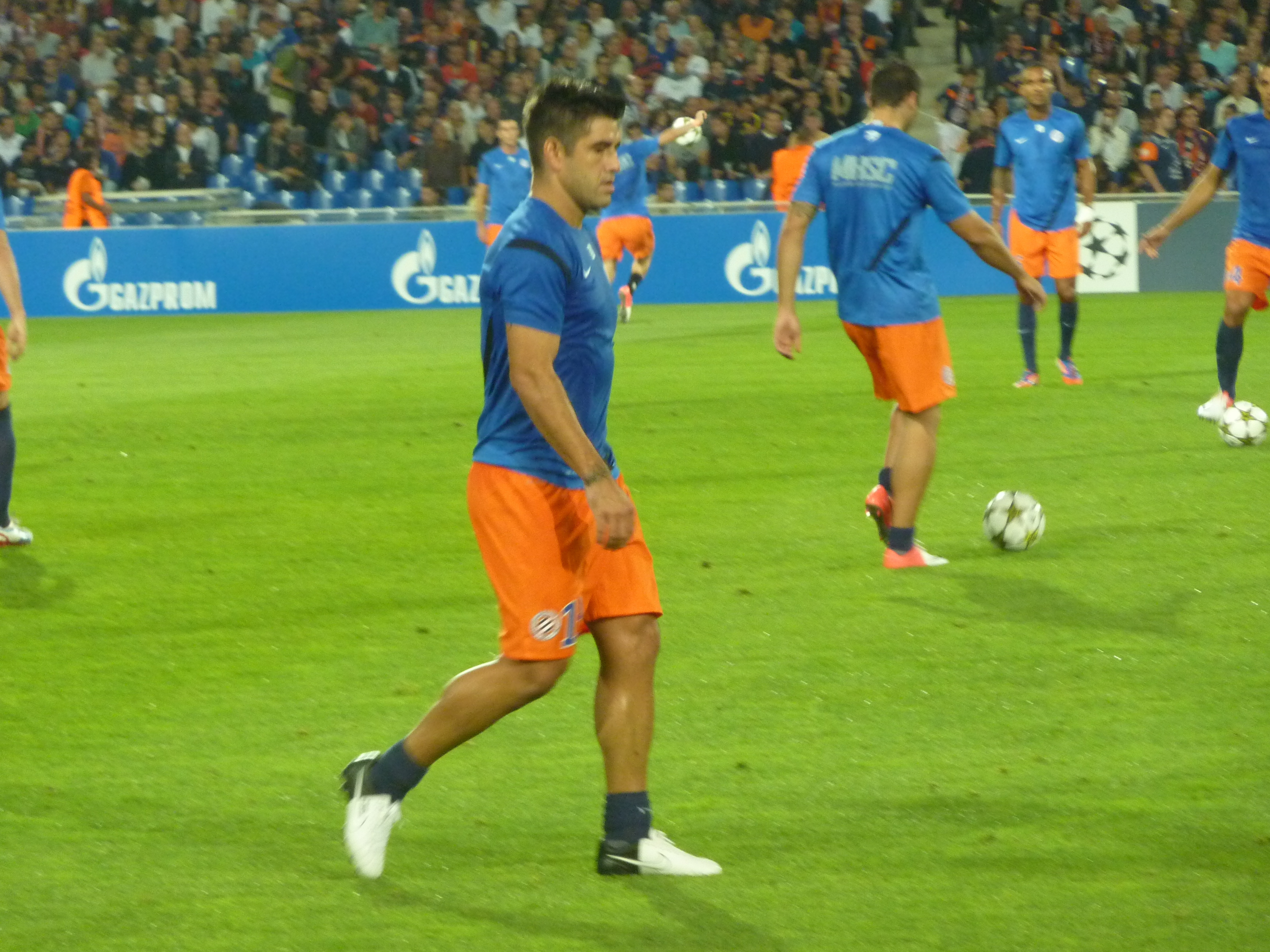
Estrada durante un entrenamiento con Montpellier.

Marco Estrada fue transferido al Montpellier Hérault Sport Club de la Ligue 1 el día 6 de julio del 2010. En el club francés, Estrada era considerado como una de las buenas figuras del equipo, ganando la titularidad y convirtiendo un par de goles. El 20 de mayo de 2012, y luego de que su equipo consiguiera una victoria de 2-1 jugando de visita ante el Auxerre, se corona campeón de la Ligue 1. En 2013, su técnico no lo considera como pieza clave y tiene una irregular campaña jugando muy pocos partidos.

### Al Whada
Estrada dejó el Montpellier de Francia para sumarse al Al Whada de Emiratos Árabes, para buscar más continuidad. La transacción tuvo un costo de 1,5 millones de Euros para el club, quien desembolsó la suma al Montpellier para quedarse con el pase del volante. 
Al Wahda, comunicó a Sport360 la contratación del exjugador de la "U": "Lo hemos visto en la liga francesa en los últimos tres meses y llegó a un feliz acuerdo con su club para comprar su tarjeta internacional".
Marcaría su primer gol con el equipo ante el Al-Ain, el 25 de octubre de 2013. Volvería a anotar el 3 de enero de 2014 ante el Al-Shabab.
Posteriormente, el 26 de enero sufriría una lesión que lo dejaría fuera del resto de la temporada con el club.

### San Luis De Quillota
El quillotano acabó desvinculándose del cuadro de Medio Oriente en agosto y no había logrado encontrar equipo donde jugar. 
Marco entrenó durante todo el mes de enero del 2015 para ponerse en forma física. Posteriormente, y tras rechazar una oferta de la MLS, firmó contrato con San Luis, en ese entonces en la Primera B debutando el 2 de febrero de ese año ante Coquimbo Unido, ingresando a los 25 minutos del segundo tiempo. Posteriormente lograría con el club el ascenso a Primera División, jugando un año más con el equipo, para finalmente retirarse del fútbol profesional. En 2019, jugaría temporalmente para el "Club Juventud El Bajío", equipo amateur de la ciudad de Quillota.

## Selección chilena
Antes de pasar a ser parte de la selección adulta de Chile, fue citado por Nelson Acosta para un combinado sub-23 que se enfrentaría a un combinado juvenil de Dinamarca en enero del 2006, donde el lateral izquierdo que se desempeñaba en Everton anotaría un gol.  Tras esto, en 2007 Marcelo Bielsa lo citó en sus primeras nóminas.
Al principio, fue citado a la selección chilena para unos amistosos con Suiza y Austria, debutando frente a Suiza en la derrota por 2-1. Luego fue llamado a diversos partidos clasificatorios para la Copa Mundial de Fútbol de 2010 contra Argentina y Perú en 2007, y contra Bolivia, Venezuela, Brasil y Colombia en 2008. Aunque no tuvo una buena actuación en el partido frente a la "Verdeamarela", Marcelo Bielsa lo ratifica contra Colombia como titular. Luego, en la siguiente fecha de las clasificatorias juega unos minutos en la derrota contra Ecuador y es titular en el triunfo histórico contra Argentina por 1-0. El 10 de junio de 2009 anota contra Bolivia su primer gol por la selección chilena tras lanzar un tiro libre por encima de la barrera. Debido a una seguidilla de lesiones, Estrada no pudo participar de los últimos cuatro partidos de la clasificatoria. En uno de esos encuentros en que no participó, Chile logró la clasificación al mundial tras vencer a Colombia por 2-4, clasificando como segundo en la tabla.
Luego, el 1 de junio de 2010, se confirmó la presencia de Estrada en el Mundial, luego que Marcelo Bielsa lo incluyera entre los 23 nominados. El 25 de junio del 2010 en el Mundial de Sudáfrica, ingresó en el tercer partido de la fase de grupos frente a España donde jugó 37 minutos y fue expulsado por doble tarjeta amarilla, debido a una polémica simulación del delantero español Fernando Torres. El partido terminó en derrota para Chile por 2:1 y Chile llegó hasta octavos de final, donde fueron eliminados tras perder 3-0 con Brasil.
Tras la llegada del DT Claudio Borghi, Estrada estaría en la lista definitiva para ir a la Copa América 2011. Estrada entró en los últimos minutos del primer partido frente a México, donde Chile ganó 2-1. Estrada entraría de titular en el 3.er partido contra Perú jugando los 90 minutos, recibiendo una amarilla por cometer falta sobre Raúl Ruidíaz, además de lanzar el centro en que terminaría siendo el gol de Chile (un autogol de André Carrillo al minuto 92 de partido). Con este partido (ganado 1-0) la selección chilena abrocharía su clasificación a cuartos de final como primero del grupo. Sin embargo, Chile fue eliminado del torneo en cuartos de final tras perder 2-1 con Venezuela.
Su último partido por Chile se produjo el 4 de septiembre de 2011 cuando perdieron 1-0 con México en un amistoso, donde Estrada jugó los 90 minutos. Posteriormente, Claudio Borghi lo expulsó de las convocatorias junto a Fabián Orellana por un acto de indisciplina, y no lo volvió a llamar más a la selección. Sin embargo, a fines del mismo año, Borghi señaló que "hay más alternativas considerables en su puesto".

### Participaciones en Copas del Mundo
| Mundial                        | Sede      | Resultado        | PJ | Goles |
| ------------------------------ | --------- | ---------------- | -- | ----- |
| Copa Mundial de Fútbol de 2010 | Sudáfrica | Octavos de final | 1  | 0     |

### Participaciones en Copa América
| Torneo            | Sede      | Resultado        | PJ | Goles |
| ----------------- | --------- | ---------------- | -- | ----- |
| Copa América 2011 | Argentina | Cuartos de final | 2  | 0     |

### Participaciones en Clasificatorias a Copas del Mundo
| Eliminatorias                | País      | Resultado   | Posición | Partidos | Goles |
| ---------------------------- | --------- | ----------- | -------- | -------- | ----- |
| Eliminatorias Sudáfrica 2010 | Sudáfrica | Clasificado | 2.º      | 9        | 1     |

### Partidos internacionales
Actualizado hasta el 4 de septiembre de 2011.
| 1     | 7 de septiembre de 2007  | Estadio Ernst Happel, Viena, Austria                                      | Suiza         | 2-1 | Chile             |       | Amistoso                         |
| 2     | 11 de septiembre de 2007 | Estadio Ernst Happel, Viena, Austria                                      | Austria       | 0-2 | Chile             |       | Amistoso                         |
| 3     | 26 de enero de 2008      | Estadio Olímpico de Tokio, Tokio, Japón                                   | Japón         | 0-0 | Chile             |       | Amistoso                         |
| 4     | 30 de enero de 2008      | Estadio Mundialista de Seúl, Seúl, Corea del Sur                          | Corea del Sur | 0-1 | Chile             |       | Amistoso                         |
| 5     | 15 de junio de 2008      | Estadio Hernando Siles, La Paz, Bolivia                                   | Bolivia       | 0-2 | Chile             |       | Clasificatorias a Sudáfrica 2010 |
| 6     | 19 de junio de 2008      | Estadio Olímpico Gral. José Antonio Anzoátegui, Puerto La Cruz, Venezuela | Venezuela     | 2-3 | Chile             |       | Clasificatorias a Sudáfrica 2010 |
| 7     | 20 de agosto de 2008     | Ismetpasa Stadi, İzmit, Turquía                                           | Turquía       | 1-0 | Chile             |       | Amistoso                         |
| 8     | 7 de septiembre de 2008  | Estadio Nacional Julio Martínez Prádanos, Santiago, Chile                 | Chile         | 0-3 | Brasil            |       | Clasificatorias a Sudáfrica 2010 |
| 9     | 10 de septiembre de 2008 | Estadio Nacional Julio Martínez Prádanos, Santiago, Chile                 | Chile         | 4-0 | Colombia          |       | Clasificatorias a Sudáfrica 2010 |
| 10    | 24 de septiembre de 2008 | Los Angeles Memorial Coliseum, Los Ángeles, Estados Unidos                | Chile         | 1-0 | México            |       | Amistoso                         |
| 11    | 12 de octubre de 2008    | Estadio Olímpico Atahualpa, Quito, Ecuador                                | Ecuador       | 1-0 | Chile             |       | Clasificatorias a Sudáfrica 2010 |
| 12    | 15 de octubre de 2008    | Estadio Nacional Julio Martínez Prádanos, Santiago, Chile                 | Chile         | 1-0 | Argentina         |       | Clasificatorias a Sudáfrica 2010 |
| 13    | 18 de enero de 2009      | Lockhart Stadium, Fort Lauderdale, Estados Unidos                         | Chile         | 0-2 | Honduras          |       | Amistoso                         |
| 14    | 11 de febrero de 2009    | Estadio Peter Mokaba, Polokwane, Sudáfrica                                | Sudáfrica     | 0-2 | Chile             |       | Amistoso                         |
| 15    | 29 de marzo de 2009      | Estadio Monumental, Lima, Perú                                            | Perú          | 1-3 | Chile             |       | Clasificatorias a Sudáfrica 2010 |
| 16    | 27 de mayo de 2009       | Estadio Nagai, Osaka, Japón                                               | Chile         | 0-4 | Japón             |       | Copa Kirin                       |
| 17    | 29 de mayo de 2009       | Fukuda Denshi Arena, Chiba, Japón                                         | Chile         | 1-1 | Bélgica           |       | Copa Kirin                       |
| 18    | 6 de junio de 2009       | Estadio Defensores del Chaco, Asunción, Paraguay                          | Paraguay      | 0-2 | Chile             |       | Clasificatorias a Sudáfrica 2010 |
| 19    | 10 de junio de 2009      | Estadio Nacional Julio Martínez Prádanos, Santiago, Chile                 | Chile         | 4-0 | Bolivia           |       | Clasificatorias a Sudáfrica 2010 |
| 20    | 20 de enero de 2010      | Estadio Bicentenario Francisco Sánchez Rumoroso, Coquimbo, Chile          | Chile         | 2-1 | Panama            |       | Amistoso                         |
| 21    | 26 de mayo de 2010       | Estadio Municipal de Calama, Calama, Chile                                | Chile         | 3-0 | Zambia            |       | Amistoso                         |
| 22    | 31 de mayo de 2010       | Estadio Bicentenario Municipal Nelson Oyarzún, Chillán, Chile             | Chile         | 1-0 | Irlanda del Norte |       | Amistoso                         |
| 23    | 25 de junio de 2010      | Estadio Loftus Versfeld, Pretoria, Sudáfrica                              | Chile         | 1-2 | España            |       | Copa Mundial de Fútbol 2010      |
| 24    | 7 de septiembre de 2010  | Estadio Lobanovsky Dynamo, Kiev, Ucrania                                  | Ucrania       | 2-1 | Chile             |       | Amistoso                         |
| 25    | 17 de noviembre de 2010  | Estadio Monumental, Santiago, Chile                                       | Chile         | 2-0 | Uruguay           |       | Amistoso                         |
| 26    | 29 de marzo de 2011      | Kyocera Stadion, La Haya, Holanda                                         | Chile         | 2-0 | Colombia          |       | Amistoso                         |
| 27    | 19 de junio de 2011      | Estadio Monumental, Santiago, Chile                                       | Chile         | 4-0 | Estonia           |       | Amistoso                         |
| 28    | 23 de junio de 2011      | Estadio Defensores del Chaco, Asunción, Paraguay                          | Paraguay      | 0-0 | Chile             |       | Amistoso                         |
| 29    | 4 de julio de 2011       | Estadio San Juan del Bicentenario, San Juan, Argentina                    | Chile         | 2-1 | México            |       | Copa América 2011                |
| 30    | 12 de julio de 2011      | Estadio Malvinas Argentinas, Mendoza, Argentina                           | Chile         | 1-0 | Perú              |       | Copa América 2011                |
| 31    | 10 de agosto de 2011     | Stade de la Mosson, Montpellier, Francia                                  | Francia       | 0-0 | Chile             |       | Amistoso                         |
| 32    | 2 de septiembre de 2011  | AFG Arena, San Galo, Suiza                                                | España        | 3-2 | Chile             |       | Amistoso                         |
| 33    | 4 de septiembre de 2011  | Estadio Cornellà-El Prat, Barcelona, España                               | Chile         | 0-1 | México            |       | Amistoso                         |
| Total |                          |                                                                           | Presencias    | 33  |                   | Goles | 1                                |

## Clubes
| Club                 | País                   | Año       |
| -------------------- | ---------------------- | --------- |
| Everton              | Chile                  | 2000-2007 |
| Universidad de Chile | Chile                  | 2007-2010 |
| Montpellier HSC      | Francia                | 2010-2013 |
| Al Wahda             | Emiratos Árabes Unidos | 2013-2014 |
| San Luis             | Chile                  | 2015-2016 |

## Palmarés

### Torneos nacionales
| Título           | Club                 | País    | Año     |
| ---------------- | -------------------- | ------- | ------- |
| Primera B        | Everton              | Chile   | 2003    |
| Primera División | Universidad de Chile | Chile   | 2009-A  |
| Ligue 1          | Montpellier HSC      | Francia | 2011-12 |
| Primera B        | San Luis             | Chile   | 2014-15 |

### Distinciones individuales
| Distinción                                                                                        | Año  |
| ------------------------------------------------------------------------------------------------- | ---- |
| Medalla Bicentenario                                                                              | 2010 |
| Elegido entre los mejores 10 jugadores de la liga francesa según el diario "L' Equipe" de Francia | 2010 |
| Parte del XI ideal histórico de San Luis de Quillota elegido por los hinchas                      | 2020 |

## Vida personal
En 2016, inauguró un moderno complejo deportivo junto al también seleccionado nacional Jean Beausejour, en la comuna de Quillota.